# 4306 Dunaevskij
4306 Dunaevskij је астероид главног астероидног појаса са средњом удаљеношћу од Сунца која износи 3,127 астрономских јединица (АЈ).
Апсолутна магнитуда астероида је 12,5.